# Banco Central de Mauritania
El Banco Central de Mauritania es un banco público de Mauritania que fue creado mediante ley el 30 de mayo de 1973. Es emisor de la moneda del país, la uguiya, y tiene encomendadas como principales misiones:
- La emisión de las monedas y billetes.
- La fijación de los tipos de cambio de moneda.
- La formulación de propuestas para fijar la política monetaria, así como el control en el cumplimiento de la misma.
- La gestión de las reservas y el tesoro público.
- La supervisión y control del sistema financiero.

El banco es gestionado por un gobernador general elegido por el Consejo de Ministros. Desde enero de 2015 es Abdel Aziz Ould Dahi. El gobernador está asistido de un Consejo General.